# Ai-Assa
Ai-Assa (Ai Assa, Aiassa, Aiasa) ist ein osttimoresischer Suco im Verwaltungsamt Bobonaro (Gemeinde Bobonaro).

## Geographie

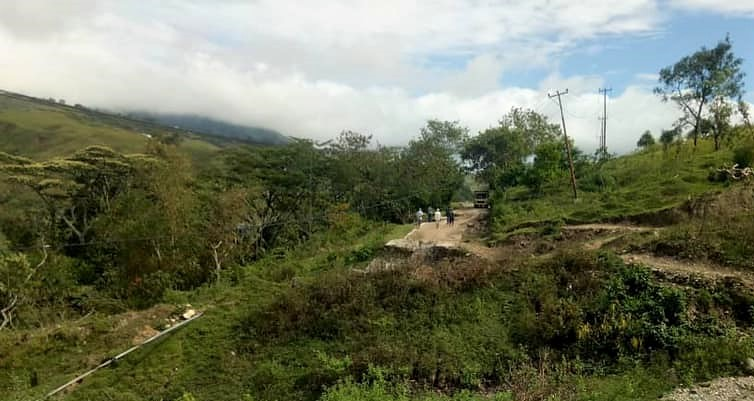
In Ai-Assa

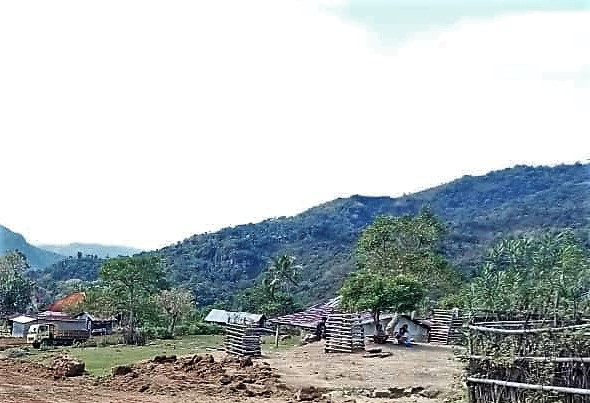
Eine Siedlung im Suco

Ai-Assa liegt im Zentrum des Verwaltungsamts Bobonaro. Nördlich liegt der Suco Bobonaro, westlich die Sucos Oeleo und Tapo, südwestlich der Suco Leber, südlich der Suco Sibuni und südöstlich der Suco Lour. Im Nordosten berührt Ai-Assa an einem Punkt den zur Gemeinde Cova Lima gehörenden Suco Lepo.  Ai-Assa hat eine Fläche von 12,17 km² und teilt sich in die sechs Aldeias Ai-Assa, Aisalgusun (Aisal Gusun), Laho, Mazop, Oalgomo (Oalgomu) und Odelgomo (Odelgomon, Odel Gomo, Bunak für Affenbesitzer).
Ai-Assa ist durch tiefe Flusstäler und dazwischen herausragenden bewaldeten Bergen geprägt. Die Quellflüsse des Laco kommen aus Oeleo und durchqueren Ai-Assa als Nebenfluss des Loumea vereinigt. Zu ihm kommen der Ilsa und der Masi als Zuflüsse aus Tapo im Südwesten. An der Mündung vom Masi in den Laco liegt zwischen beiden Flüssen der Berg Lolo Mazop (655 m, Lage). Weiter im Osten bildet der Laco die Grenze der Aldeia Oalgomo zum Suco Sibuni. Der von Norden kommende Loumea durchquert Ai-Assa im äußersten Osten, grob entlang der Grenze zwischen den Aldeias Oalgomo und Aisalgusun. An der Grenze zu Sibuni treffen Loumea und Laco zusammen und der Loumea schwenkt nun nach Südosten, entlang der Grenze zwischen Aisalgusun und Sibuni. Nach der Unabhängigkeit gab es mit norwegischer Unterstützung Pläne für ein Wasserkraftwerk im Suco. Durch die Nordspitze von Ai-Assa führt die Überlandstraße von Oeleo nach Bobonaro.
Der Hauptort Ai-Assa, mit dem Sitz des Sucos und einer Grundschule liegt im Nordosten. Sein südliches Nachbardorf ist Mausama (Matusama). Das Dorf Mazop liegt westlich des gleichnamigen Berges. zwischen diesem und einem Nachbargipfel gelangt man auf einer kleinen Straße zum westlich gelegenen Dorf Laho. Zwischen den beiden Dörfern befindet sich die Grundschule Mazop. Südlich des Ilsa liegen weitere kleine Siedlungen, wie Hol-Niol. Der Laco trennt die Aldeia Odelgomo vom restlichen Ai-Assa. In ihr liegen südlich des Flusses das Dorf Odelgomo mit einer Grundschule und weitere kleinere Orte. Zwischen Laco und Loumea befindet sich im äußersten Osten der gleichnamigen Aldeia das Dorf Oalgomo. In der Ost-Aldeia Aisalgusun liegt das Dorf Aisalgusun mit seiner Grundschule in ihrem Nordosten und im Südosten das kleinere Dorf Aimea.

## Einwohner
Im Suco leben 1.886 Einwohner (2022), davon sind 939 Männer und 947 Frauen. Im Suco gibt es 403 Haushalte. Über 95 % der Einwohner geben Bunak als ihre Muttersprache an. Kleine Minderheiten sprechen Tetum Prasa oder Tetum Terik.

## Geschichte
In Odelgomo befand sich eines von landesweit vier Camps, in denen 1999 FALINTIL-Kämpfer zur Demobilisierung versammelt wurden. Es wurde vom FALINTIL-Kommandanten Jaime Ribeiro (Samba-9) geführt.

## Politik
Bei den Wahlen von 2004/2005 wurde Agusto Carvaleira zum Chefe de Suco gewählt. Bei den Wahlen 2009 gewann Adelino Afonso Mota, 2016 Juvenal M. M. Marques und 2023 Januario Fernandes.

## Persönlichkeiten
- Ernesto de Oliveira Barreto (* 1955), Beamter